# Jeftè
Segons el Llibre dels Jutges, Jeftè va ser un jutge d'Israel que va alliberar Israel de l'ocupació per part del Regne d'Ammon.

## De bandoler a cap d'Israel
Jeftè pertanyia a la tribu de Manassès, i era un home valent, fill d'un home anomenat Galaad i d'una prostituta, i vivia a la regió de Galaad.

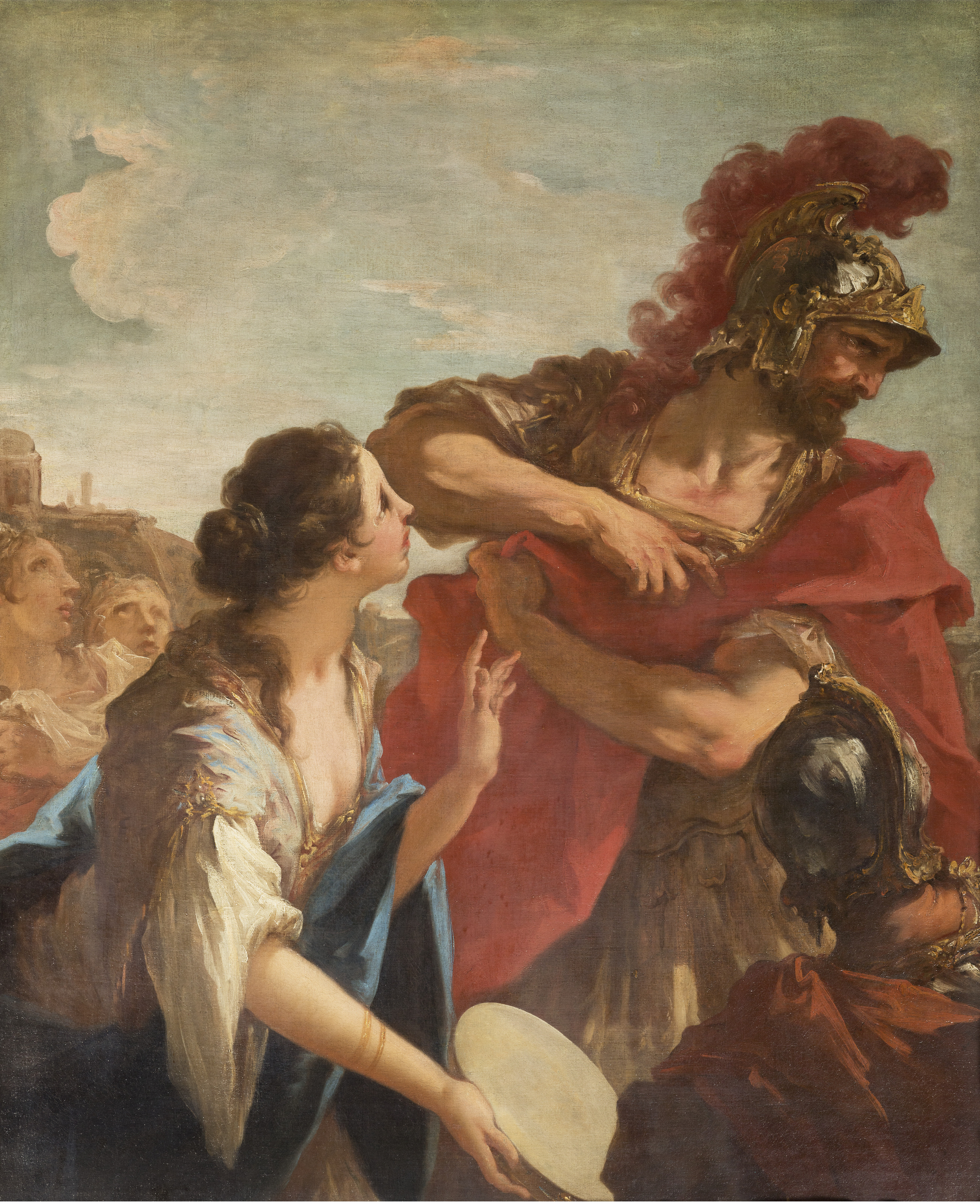
El retorn de Jeftè per Giovanni Antonio Pellegrini

Quan es va fer gran, els fills del seu pare dins el matrimoni el van fer fora de casa, ja que no volien repartir-se l'herència amb ell. Aleshores es va instal·lar a la regió de Tod amb un grup de bandolers que campaven pels boscos i camins fent de saltejadors.
Va passar el temps i Israel, que vivia ocupada pels ammonites, van començar una guerra contra l'enemic. Llavors, els ancians de Galaad van pensar en Jeftè com a cap de l'exèrcit hebreu. Primer va presentar objeccions, dient que ells l'havien expulsat de casa del seu pare, però després va acceptar i el poble el va nomenar general de l'exèrcit.

## Contra els ammonites i els efraïmites
La primera decisió que va prendre va ser la d'enviar missatgers al rei d'Ammon per preguntar per què envaïa el seu territori, però el monarca li respongué que no aturaria la guerra fins que tot Canaan fos retornada als ammonites, ja que, segons ell, tres-cents anys abans els hebreus els l'havien conquerit a ells.
Jeftè va prometre a Jahvè que sacrificaria la primera persona de casa seva que el rebés si li atorgava la victòria. Va sortir a l'encontre de l'exèrcit enemic i el va aniquilar, alliberant així Israel del jou ammonita.

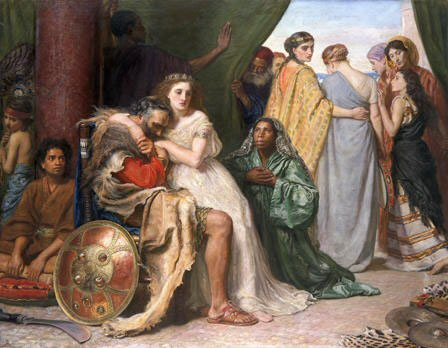
Jeftè i la seva filla per Millais

Quan va tornar al seu poble, Galaad, va ser la seva única filla la primera a sortir a rebre'l. Jeftè es va esquinçar els vestits però havia fet una promesa i no podia desdir-se'n. La seva filla va demanar-li dos mesos per anar al bosc amb les amigues, ja que encara era verge i volia plorar que no podria ser mare. Dos mesos després, Jeftè va sacrificar la seva única filla.
Poc després, la tribu d'Efraïm es va revoltar contra Jeftè. Els homes de Jeftè va instal·lar-se a les cruïlles de camins prop del Jordà. Quan passava algú li preguntaven si era efraïmita, si responia que no li demanaven que digués xibòlet. Resulta que en el dialecte de la zona de la gent de la tribu d'Efraïm deien sibòlet, llavors eren degollats pels seguidors de Jeftè. Així van matar quaranta-dues mil persones. Poc després els efraïmites es van rendir.
En total Jeftè va ser jutge d'Israel durant sis anys. Després Jeftè va morir, i el van enterrar a la seva ciutat, a Galaad.